# 石原聰美
石原聰美（日语：／ Ishihara Satomi，1986年12月24日—），出生於日本東京都，日本女演員，中文圈部份譯作石原里美，之前以石神國子為名活動。2003年，主演NHK晨間劇《開朗家族》，開始進入大眾視野。2014年演出連續劇《失戀巧克力職人》而獲得廣泛注目。

## 經歷
2002年，石原獲「第27回Horipro發掘藝人大獎賽」（HORIPRO TALENT SCOUT CARAVAN）最高獎，因而成為知名經紀公司Horipro旗下藝人。在進入Horipro前，石原為Horipro的儲備養成訓練所Horipro Academy第五期生。當時的的石原以「石神國子」之名參與2002年上映之電影《HOGIRARA》、《小島之戀》等電影的演出；翌年，正式以「石原聰美」的名義參演電影《我的爺爺》，並獲得藍絲帶獎、日本電影金像獎等多數新人獎，以此片初次受到注目。2003年首次出演日本民放電視劇《寵物情人》，飾演澀澤ルミ一角。同年，以NHK晨間劇《開朗家族》劇中的演出獲第41回金箭獎電視部門新人獎及最優秀新人獎。
2005年，主演重拍的經典電視劇赤的疑惑。在翻拍自知名漫畫的連續劇《H2好逑雙物語》中，飾演女主角古賀春華，並在同年參演NHK大河劇《義經》，飾演靜御前一角，和飾演源義經的男主角瀧澤秀明有許多對手戲。4月2日，石原開始主持每週談話性廣播節目《石原聰美對我說！》。2006年，初次主演民放電視台電視劇《護士小葵》，秋天，初次挑戰舞臺劇《奇跡之人》，飾演海倫·凱勒。
2014年10月，與松下奈緒雙主演連續劇《Dear Sister》。2015年，參演話題系列電影《進擊的巨人》，並演出連動的手機劇版；10月，初次主演富士電視台月九劇《朝5晚9～愛上我的和尚～》。
2017年9月發行的寫真集《encourage》發行數量迄今已突破15萬本，並為此架設了紀念網站。
2018年1月，首次主演TBS連續劇《UNNATURAL》；2月，睽違4年主演舞台劇《秘密結晶》。2019年3月，獲選為2020年東京奧運的聖火傳遞形象大使。
2020年10月1日，宣布與同齡的圈外男性結婚。2022年1月10日，石原透過經紀公司宣布懷孕。2022年4月23日，石原的經紀公司宣布其成功生下第一胎，並宣告無限期暫停演藝活動。2022年7月28日，石原正式復出，並回歸節目主持。2025年3月7日，石原透過經紀公司宣布懷第二胎，3月底開始產休，預計初夏生產。

## 戲劇作品

### 電影
| 年份           | 作品名稱                                    | 角色                             | 電影公司    | 備註           |
| -------------- | ------------------------------------------- | -------------------------------- | ----------- | -------------- |
| 2002年4月20日  | HOGIRARA                                    | サンジュ                         |             |                |
| 2003年2月15日  | 小島之戀                                    | 水上ちづる                       | 東宝        |                |
| 2003年4月5日   | 我的爺爺                                    | 五代珠子                         | 東映        | 主演           |
| 2005年1月15日  | 果醬 Jam Films S                            | すべり台                         |             |                |
| 2005年1月15日  | 北之零年                                    | 小松原多恵                       | 東映        |                |
| 2007年9月5日   | 繃帶俱樂部                                  | 騎馬笑美子                       | 東映        |                |
| 2008年4月19日  | 壽司王子！前往纽约 電影版                   | 武留守リリー                     | Warner Bros |                |
| 2008年9月13日  | 篮球空姐（飛行兔子）                        | 早瀬ゆかり                       | 東映        | 主演           |
| 2010年2月20日  | 人間失格                                    | 良子                             | 角川        |                |
| 2010年5月29日  | 最後的座頭市                                | タネ                             | 東宝        |                |
| 2010年10月16日 | 算計：七日死亡遊戲                          | 關水美夜                         | 華納        |                |
| 2011年3月19日  | 漫才幫                                      | 宮崎由美子                       | 角川        |                |
| 2012年1月14日  | 月光假面                                    | 彌生                             | 角川        |                |
| 2012年5月12日  | 貞子3D                                      | 鮎川茜                           | 角川映画    | 主演           |
| 2012年9月29日  | BUNGO〜適度的慾望〜 訂單多的料理店          | 藤子                             | 角川映画    | 主演           |
| 2012年11月23日 | 烏鴉的拇指                                  | 河合八尋                         | 20世紀福斯  |                |
| 2013年8月30日  | 貞子3D2                                     | 鮎川茜                           | 役角川書店  | 特別出演       |
| 2014年5月30日  | MONSTERZ 怪物                               | 雲井叶絵                         | 華納        |                |
| 2014年7月26日  | 幕末高校生                                  | 川辺未香子                       | 東映        | 與玉木宏雙主演 |
| 2015年3月14日  | 迎風而立的狮子                              | 草野和歌子                       | 東映        |                |
| 2015年8月1日   | 進擊的巨人 ATTACK ON TITAN                  | 韩吉                             | 東寶        |                |
| 2015年9月15日  | 進擊的巨人 ATTACK ON TITAN END OF THE WORLD | 韩吉                             | 東寶        |                |
| 2016年7月19日  | 正宗哥吉拉                                  | 加代子·安·派特森（美國總統特使） | 東寶        |                |
| 2017年7月1日   | 忍者之國                                    | 阿國                             | 東寶        |                |
| 2019年11月22日 | 決算! 忠臣蔵                                | 瑤泉院                           | 松竹        |                |
| 2021年10月29日 | 接棒家族                                    | 梨花                             | 華納        |                |
| 2024年5月17日  | Missing                                     | 沙織里                           | 華納        |                |
| 2024年8月23日  | LAST MILE：全面引爆                         | 三澄美琴                         | 東寶        |                |

### 電視劇
| 年份                          | 作品名稱                                | 電視台     | 角色                                     | 備註                     |
| ----------------------------- | --------------------------------------- | ---------- | ---------------------------------------- | ------------------------ |
| 2003年4月16日 - 6月18日       | 寵物情人                                | TBS        |                                          |                          |
| 2003年9月29日 - 2004年3月27日 | 開朗家族                                | NHK晨間劇  | 岩田冬子                                 | 主演                     |
| 2004年7月6日 - 9月21日        | 五個撲水的少年2                         | 富士電視台 | 矢澤栞                                   |                          |
| 2005年1月9日 - 12月11日       | 義經                                    | NHK大河劇  | 静（静御前）                             |                          |
| 2005年1月13日 - 3月24日       | H2好逑雙物語                            | TBS        | 古賀春華                                 |                          |
| 2006年1月10日 - 3月21日       | 白衣天使葵                              | 富士電視台 |                                          | 主演                     |
| 2007年4月10日 - 6月26日       | 新娘與爸爸                              | 富士電視台 | 宇崎愛子                                 | 主演                     |
| 2007年12月6日                 | 櫻桃小丸子（出演第26集）                | 富士電視台 | 乒乓球麵包姐姐（ピンポンパンのお姉さん） |                          |
| 2008年4月18日 - 6月20日       | 謎                                      | 朝日電視台 | 鮎川美沙子                               | 主演                     |
| 2008年7月11日、9月12日        | 花蝴蝶                                  | 東京電視台 | （Flying☆Rabitts）                       | 第1、10回                |
| 2009年1月12日 - 3月23日       | Voice～來自亡者的聲音                   | 富士電視台 | 久保秋佳奈子                             |                          |
| 2009年8月8日                  | 烏龍派出所                              | TBS        | 客串・萌子（年輕時代）                   | 第2回                    |
| 2009年11月29日 - 12月27日     | 坂上之雲                                | NHK大河劇  | 秋山季子                                 |                          |
| 2010年1月23日 - 3月13日       | 左眼偵探EYE                             | 日本電視台 | 狹山瞳                                   |                          |
| 2010年7月6日 - 9月14日        | 逃亡弁護士                              | 關西電視台 | 二之宮絵美                               |                          |
| 2010年12月5日 - 12月26日      | 坂上之雲 第2部                          | NHK大河劇  | 秋山季子                                 |                          |
| 2010年10月10日 - 12月5日      | 靈能力者 小田霧響子的謊言               | 朝日電視台 | 小田霧響子                               | 主演                     |
| 2011年7月6日 - 9月14日        | Bull Doctor                             | 日本電視台 | 釜津田知佳                               |                          |
| 2011年12月4日 - 12月25日      | 坂上之雲 第3部                          | NHK大河劇  | 秋山季子                                 |                          |
| 2012年7月9日 - 9月17日        | RICH MAN, POOR WOMAN                    | 富士电视台 | 夏井真琴                                 | 主演                     |
| 2014年1月13日 - 3月24日       | 失戀巧克力師                            | 富士电视台 | 吉岡紗繪子                               |                          |
| 2014年10月16日 - 12月18日     | Dear Sister                             | 富士电视台 | 深澤美咲                                 | 主演（與松下奈緒雙主演） |
| 2015年10月12日 - 12月14日     | 朝5晚9 〜帥氣和尚愛上我〜               | 富士电视台 | 櫻庭潤子                                 | 主演                     |
| 2016年10月5日 - 12月7日       | 不起眼卻很厲害！校閱女孩河野悅子        | 日本電視台 | 河野悅子                                 | 主演                     |
| 2018年1月12日 - 3月16日       | UNNATURAL                               | TBS        | 三澄美琴/雨宮美琴                        | 主演                     |
| 2018年7月11日 - 9月12日       | 高嶺之花                                | 日本電視台 | 月島桃                                   | 主演                     |
| 2019年7月9日 - 9月10日        | Heaven？天國餐館                        | TBS        | 黑須仮名子                               | 主演                     |
| 2020年7月16日 - 9月24日       | 默默奉獻的灰姑娘 ～醫院藥劑師的處方箋～ | 富士電視台 | 葵綠                                     | 主演                     |
| 2021年4月14日 - 6月16日       | 深深地戀愛                              | 日本電視台 | 渚海音                                   | 主演（與綾野剛雙主演）   |
| 2024年4月9日 - 6月4日         | Destiny                                 | 朝日電視台 | 西村奏                                   | 主演                     |

### 手機劇
| 年份           | 作品名稱              | 電視台 | 角色         | 備註 |
| -------------- | --------------------- | ------ | ------------ | ---- |
| 2011年12月25日 | 男友是妹妹的戀人      | Bee TV | 星野美雪(姊) | 主演 |
| 2015年8月15日  | 進擊的巨人·反击的狼烟 | dTV    | 韩吉         | 主演 |

### 單元劇
| 年份                      | 作品名稱                                            | 電視台         | 角色                    | 備註 |
| ------------------------- | --------------------------------------------------- | -------------- | ----------------------- | ---- |
| 2003年3月25日             | 如果開了窗                                          | NHK            | 山本うさぎ              | 主演 |
| 2004年4月3日              | 給天國的加油歌                                      | 日本電視台     | 森田美貴子              | 主演 |
| 2004年6月16日             | BE-BOP-HIGHSCHOOL                                   | TBS            | 泉今日子                | 主演 |
| 2005年6月15日・22日・29日 | 赤的疑惑                                            | TBS            | 大島幸子                | 主演 |
| 2005年8月2日              | 怪谈SP · 誓言 夏季特别剧                            | CX             | 由衣                    | 主演 |
| 2005年8月17日             | BE-BOP-HIGHSCHOOL2                                  | TBS            | 泉今日子                | 主演 |
| 2005年12月10日・17日      | 超越巔峰                                            | NHK            | 望月彩子                |      |
| 2006年9月5日              | DRAMA COMPLEX 手上面的肥皂泡                        | NTV            | 櫻庭莉紗                |      |
| 2006年9月26日             | 小護士當家 櫻川病院最悪之日                         | CX             | 美空あおい              | 主演 |
| 2006年11月25日・26日      | 冰點                                                | 朝日電視台     | 辻口陽子                | 主演 |
| 2007年2月26日             | 折翼的天使 第一夜「衝動」                           | CX             | 吉村ユリ                | 主演 |
| 2007年10月2日             | 世界奇妙物語 秋の特別編 未來校友會                  | CX             | 松井春香                | 主演 |
| 2007年11月30日            | 為愛瘋狂〜Love Stories IV〜特別篇「聲音發抖的女人」 | NTV            | 彦田六美                | 主演 |
| 2008年1月5日              | 鹿鳴館                                              | 朝日電視台     | 大徳寺顕子              |      |
| 2008年12月26日            | 長壽競賽！                                          | CX             | 山田エリ                |      |
| 2009年10月3日             | 左眼偵探EYE                                         | NTV            | 狹山瞳                  |      |
| 2009年10月24日            | 裸之大将：火之国·熊本篇～女心が噴火するので～       | CX             | 看護婦・下城多美        |      |
| 2009年12月19日            | 椿山課長の七日間                                    | EX             | 和山椿                  |      |
| 2010年4月3日、10日        | 大佛开眼                                            | NHK            | 阿倍内親王（孝謙天皇）  |      |
| 2011年11月5日、12日       | 使命與心的極限                                      | NHK            | 冰室夕紀                | 主演 |
| 2012年3月14日             | 宛如蛇蝎（心如蛇蝎）                                | TX             | 古田塩子                |      |
| 2013年1月3日              | LUCKY 7 女王偵探社 特別篇                           | 富士电视台     | 栗原みづき              |      |
| 2013年4月1日              | RICH MAN, POOR WOMAN 在紐約                         | 富士电视台     | 夏井真琴                |      |
| 2013年12月16日            | 戀                                                  | TBS            | 矢野布美子              | 主演 |
| 2014年1月2日              | 沉睡的森林                                          | TBS            | 新參者特別篇 - 淺岡未緒 |      |
| 2014年8月16日             | 毛骨悚然撞鬼經驗 15周年特備劇「S銅山之女」          | 富士電視台     | 山辺夏美                | 主演 |
| 2016年8月6日              | 戦艦武蔵                                            | NHK BS Premium | 真中麻有                | 主演 |
| 2017年9月20日             | 不起眼卻很厲害！DX校閱女孩河野悅子 特別篇           | 日本電視台     | 河野悅子                | 主演 |
| 2021年1月4日              | 人生最棒的禮物                                      | TX             | 田渕百合子              | 主演 |

### 舞台劇
| 年份                     | 作品名稱         | 演出                                   | 角色         | 備註 |
| ------------------------ | ---------------- | -------------------------------------- | ------------ | ---- |
| 2006年10月6日 - 11月19日 | 奇跡之人         | 青山劇場                               | 海倫·凱勒    | 主演 |
| 2008年8月13日 - 9月10日  | 幕末純情傳       | 新橋演舞場                             | 沖田總司     | 主演 |
| 2009年10月3日 - 11月2日  | 組曲 虐殺        | 天王洲銀河劇場                         | 田口瀧子     |      |
| 2013年1月19日 - 21日     | 組曲 虐殺        | 梅田藝術劇場                           |              |      |
| 2011年4月15日 - 5月15日  | 港町純情奧賽羅   | 劇団☆新感線                            |              |      |
| 2012年4月29日 - 5月27日  | ROMEO AND JULIET | TBS赤阪ACT劇場                         | Juliet       | 主演 |
| 2012年5月31日 - 6月10日  | ROMEO AND JULIET | 大阪 シアターBRAVA!                    |              |      |
| 2013年11月13日 - 12月1日 | 賣花女           | 新國立劇場                             | 伊莉莎       | 主演 |
| 2018年2月2日 - 25日      | 秘密結晶         | 東京藝術劇場                           | 小說家「我」 | 主演 |
| 2018年3月3・4日          | 秘密結晶         | 富山縣民會館                           |              |      |
| 2018年3月8日 - 11日      | 秘密結晶         | 大阪・新歌舞伎座                       |              |      |
| 2018年3月17・18日        | 秘密結晶         | kurume city plaza                      |              |      |
| 2019年9月6日 - 29日      | 亞洲之女         | Bunkamura Theatre Cocoon（東京・澀谷） | 麻希子       | 主演 |
| 2021年5月12日 - 29日     | 終成眷屬         | 彩之國埼玉藝術劇場                     | Helena       |      |
| 2021年6月4日 - 6日       | 終成眷屬         | 宮城名取市文化會館                     |              |      |
| 2021年6月10日 - 13日     | 終成眷屬         | 大阪梅田藝術劇場                       |              |      |
| 2021年6月18日 - 20日     | 終成眷屬         | 豊橋穂の国とよはし芸術劇場PLAT         |              |      |
| 2021年6月26日 - 28日     | 終成眷屬         | 鳥栖市民文化会館                       |              |      |

### 配音
| 年份           | 作品名稱                                                  | 角色                   | 備註         |
| -------------- | --------------------------------------------------------- | ---------------------- | ------------ |
| 2007年1月7日   | 怪怪屋                                                    | 角色・珍妮             | 日語配音版本 |
| 2007年12月22日 | シナモン the movie                                        | 角色・アンナおねえさん |              |
| 2011年4月29日  | 鬼神伝                                                    | 角色・水葉             |              |
| 2011年         | 神奇寶貝劇場版：比克提尼與黑英雄 捷克羅姆/白英雄 雷希拉姆 | 角色・卡莉塔           | 東宝         |

## 主持節目
| 播出日期          | 作品名稱                                   | 電視台         | 備註                               |
| ----------------- | ------------------------------------------ | -------------- | ---------------------------------- |
| 2010年10月8日     | Another Sky-新西蘭行                       | 日本電視台     | 旅遊主持                           |
| 2012年1月3日      | 石原聰美到訪！水之都威尼斯〜傳承千年的傳統 | BS富士         |                                    |
| 2012年4月12日     | 石原聰美巴黎行-無言的情感，默劇的魅力      | NHK BS Premium |                                    |
| 2012年12月30日    | 石原聰美德國南部浪漫之旅                   | BS朝日         |                                    |
| 2013年10月19日    | 石原聰美 我所愛的紐約                      | BS日本         |                                    |
| 2015年12月15日    | 石原聰美的非洲之旅，領會”生命”魅力的9天    | NHK            |                                    |
| 2017年8月26，27日 | 24小時電視 「愛心救地球」                  | 日本電視台     | 慈善主持人                         |
| 2019年1月2日      | MUSIC☆HERO                                 | TBS            |                                    |
| 2019年1月3日      | 石原聰美的本色之旅in西班牙                 | 關西電視台     |                                    |
| 2020年1月3日      | 石原聰美的本色之旅in希臘                   | 關西電視台     |                                    |
| 2022年4月7日-     | あしたが変わるトリセツショー               | NHK            | 台灣國興衛視譯名：新！老師沒教的事 |

## 廣播主持
- 30回ラジオ・チャリティー・ミュージックソン（2004年12月24日・25日、日本放送）
- 石原聰美對我說！（2005年4月2日 - 2010年4月4日、日本放送）
- 石原さとみのオールナイトニッポン（2007年1月12日、日本放送）

## 音樂錄影帶
- 桜木町（柚子、2004年6月2日發售）
- Celebrate（DEEN、2009年4月29日發售）
- 忘れないよ（青山黛瑪、2009年8月5日發售）
- バイバイ（7!!、2011年11月2日發售）
- ねぇ（多和田えみ、2012年9月26日發售）
- NATSUMONOGATARI（柚子、2021年6月2日發售）

## 寫真集
石原さとみファースト写真集
由三位攝影師拍攝，分別為根本好伸、熊谷貫、原田達夫。收錄ホリプロタレントスカウトキャラバン合宿時照片及我的爺爺電影拍攝場景。文藝春秋出版社 2003年3月25日發售。 ISBN 4-16-359540-6
たゆたい
在越南外景拍攝的相片為主，收錄過去週刊少年Sunday的凹版相片、幼年和小學時期的私人照片。熊谷貫撮影。小學館出版社 2005年11月16日發售。ISBN 4-09-363702-4
二十歳、夏
在屋久島的外景拍攝的相片為主。小澤忠恭撮影。ワニブックス出版社 2007年8月28日發售。 ISBN 4-8470-4034-1
moi-モア-
加拿大出遊時的照片，從成田機場出發，於加拿大蒙特婁、魁北克等地拍攝，收錄親手寫的小品文章。大橋仁撮影。主婦と生活社 2011年5月13日發售。ISBN 978-4-391-13983-9
encourage
為紀念30歲及出道15週年，睽違6年出版的寫真集。在古巴拍攝。伊藤彰紀攝影。寶島社出版社 2017年9月1日發售。ISBN 978-4800273871
encourage特別版
除了提供「encourage」幕後寫真日記、未公開照片，還直接追加花了一整年的時間籌備，由石原聰美親自參與企劃和編輯，一本以造型為主的「courage」。寶島社出版社 2018年5月31日發售。ISBN 978-4800294142

## 獎項

### 戲劇
| 年份   | 大賞名稱                  | 獎項           | 作品                 |
| ------ | ------------------------- | -------------- | -------------------- |
| 2003年 | 第28回報知電影獎          | 新人獎         | 我的爺爺             |
| 2003年 | 第16回日刊體育電影大獎    | 新人獎         | 我的爺爺             |
| 2003年 | 第25回橫濱電影節          | 最優秀新人獎   | 我的爺爺             |
| 2003年 | 第46回藍絲帶獎            | 新人獎         | 我的爺爺             |
| 2003年 | 第13回日本電影影評人大獎  | 新人獎         | 我的爺爺             |
| 2003年 | 第27回日本電影金像獎      | 新人演員獎     | 我的爺爺             |
| 2003年 | 第41回金箭獎              | 電視類新人獎   | 開朗家族             |
| 2003年 | 第41回金箭獎              | 最優秀新人獎   | 開朗家族             |
| 2005年 | 第29回黃金飛翔獎          | 新人獎         | 五個撲水的少年2      |
| 2006年 | 第29回日本電影金像獎      | 優秀助演女優賞 | 北之零年             |
| 2012年 | 第74回日劇學院賞          | 助演女優賞     | RICH MAN, POOR WOMAN |
| 2014年 | 第80回日劇學院賞          | 助演女優賞     | 失戀巧克力職人       |
| 2014年 | 東京國際戲劇節            | 助演女優賞     | 失戀巧克力職人       |
| 2014年 | 第24回TV LIFE年度日劇大賞 | 助演女優賞     | 失戀巧克力職人       |
| 2014年 | 第11回TVnavi日劇年度大賞  | 助演女優賞     | 失戀巧克力職人       |
| 2015年 | 第87回日劇學院賞          | 主演女優賞     | 朝5晚9               |
| 2015年 | 第19回日刊體育日劇大賞    | 主演女優賞     | 朝5晚9               |
| 2015年 | 第25回TV LIFE年度日劇大賞 | 主演女優賞     | 朝5晚9               |
| 2016年 | 第40屆日本電影學院獎      | 優秀助演女優賞 | 正宗哥吉拉           |
| 2018年 | 第96回日劇學院賞          | 主演女優賞     | UNNATURAL            |
| 2018年 | 第11回CONFiDENCE日劇大獎  | 主演女優賞     | UNNATURAL            |
| 2018年 | 第21回日刊體育日劇大賞    | 主演女優賞     | UNNATURAL            |
| 2018年 | 2018東京國際戲劇節        | 主演女優賞     | UNNATURAL            |
| 2018年 | 2018年CONFiDENCE日劇大獎  | 主演女優賞     | UNNATURAL            |
| 2018年 | 第28回TV LIFE年度日劇大賞 | 主演女優賞     | UNNATURAL            |
| 2018年 | TV Station日劇大賞2018    | 主演女優賞     | UNNATURAL            |
| 2021年 | 第26屆亞洲電視大獎        | 最佳女主角     | 人生最棒的禮物       |
| 2021年 | 第45屆日本電影學院獎      | 優秀助演女優賞 | 接棒家族             |
| 2024年 | 第49屆報知電影獎          | 最佳女主角     | ミッシング (Missing) |
| 2024年 | 第48屆日本電影學院獎      | 優秀主演女優賞 | ミッシング (Missing) |

### 其他
| 年份   | 獎項                                           |
| ------ | ---------------------------------------------- |
| 2007年 | 二十歳のベスト・パール・ドレッサー             |
| 2010年 | VOGUE NIPPON Women of the Year                 |
| 2014年 | Yahoo!検索大賞・女優部門                       |
|        | 第13回ベストフォーマリスト 女性部門            |
|        | 第27回日本メガネベストドレッサー賞・芸能界部門 |

## 外部連結
- HORIPRO事務所個人資料 （页面存档备份，存于）（日語）
- 石原聰美在互联网电影资料库（IMDb）上的資料（英文）
- 石原聰美在豆瓣上的资料（简体中文） （中文）